# Marjan Marković
Marjan Marković (Servisch: Марјан Марковић) (Pozarevac, 28 september 1981) is een Servische voetballer (verdediger) die sinds 2011 voor de Oostenrijkse tweedeklasser First Vienna FC uitkomt.
Marković speelde sinds 2002 reeds 16 interlands voor de Servische nationale ploeg.

## Carrière
- 1997-1999: FK Mladi Radnik
- 1999-2005: Rode Ster Belgrado
  - 2004-2005: Genoa CFC (huur)
- 2005-2008: Dynamo Kiev
- 2008-2009: Rode Ster Belgrado
- 2009-2011: NK Istra 1961
- 2011-... : First Vienna FC